# Happy, a flúgos golfos 2.
A Happy, a flúgos golfos 2. (eredeti cím: Happy Gilmore 2) 2025-ben bemutatott amerikai filmvígjáték, amelyet Kyle Newacheck rendezett, az 1996-os Happy, a flúgos golfos című film folytatása. A főbb szerepekben Adam Sandler, Julie Bowen, Christopher McDonald, Benny Safdie, Bad Bunny és Ben Stiller látható.
Amerikai Egyesült Államokban és Magyarországon 2025. július 25-én jelent meg a Netflixen.

## Cselekmény
Happy Gilmore miután 1996-ban megnyerte első Tour Championship-versenyét, sikeres karriert fut be a golfpályán, és további öt aranydzsekit nyer. Feleségével, Virginia Venittel öt gyermekük születik. Azonban 2014-ben Happy véletlenül megöli Virginiát, amikor az egyik ütése fejbe találja őt, így egyedül marad öt gyermekükkel. Összetörten és bűntudattal telve Happy eldobja golfütőit, és megfogadja, hogy soha többé nem golfozik. Alkoholistává válik, és mindent elveszít, köztük a nagymamája házát is, amit örökölt.
2025-ben Happy egy szupermarketben dolgozik, és a lányával, Viennával él együtt, míg négy fia már elköltözött. Vienna tehetséges táncos, és a tánctanára azt javasolja, hogy írassák be egy párizsi balettiskolába, amely évente 75 000 dollárba kerül négy éven át. Munka közben Happyt felkeresi Frank Manatee, a Maxi Energiaital vezérigazgatója, aki új golfbajnokságot indít „Maxi Golf” néven. Frank szeretné, ha Happy lenne a liga sztárja. Happy kezdetben visszautasítja, de John Daly bátorítására mégis visszatér a golfhoz, hogy annyi pénzt nyerjen, amennyiből ki tudja fizetni Vienna balettiskoláját.
Happy visszatér a golfpályára, hogy újra elkezdjen játszani. Az egyik játék során erősen lerészegedik, majd összeütközik a golfkocsival, ami miatt jogi bajba kerül. A bíróság végül elengedi a vádakat azzal a feltétellel, hogy Happy részt vesz egy szigorú alkoholkezelési programban, és nem keveredik többé fizikai konfliktusba. A program vezetője nem más, mint Hal L., a gondnok, aki egykor bántalmazta Happy nagymamáját.
Vienna és John arra bátorítják Happyt, hogy vegye komolyan az edzést, és nevezzen be a következő Tour Championship-re, amit meg is tesz. A versenyen Happy újra találkozik régi ismerőseivel, köztük Doug Thompsonnal, a Tour elnökével, aki aggodalmát fejezi ki amiatt, hogy a Maxi Golf liga túl gyorsan növekszik. Happy javasolja, hogy rendezzenek versenyt a két liga között, amire Doug egy meccset indítványoz: a két liga öt-öt legjobb játékosa mérkőzzön meg egymással. Doug közli, hogy a következő Tour Championship legjobb öt helyezettje lesz az, aki képviselheti a ligát a Maxi Golf ellen. Happy új caddie-je, Oscar Mejías segítségével jól teljesít a Tour Championship első három fordulójában, ám az anyák napján rendezett negyedik körben összeomlik: látomásai támadnak Virginiáról a pályán, lerészegedik, és végül a hatodik helyen zár. A győztes, Billy Jenkins, bejelenti, hogy valójában ő is a Maxi Golf ligához tartozik, így Happy hivatalosan is részt vehet a két liga közötti megmérettetésen.
Miután Shooter McGavin 1996 óta pszichiátriai kezelés alatt állt, miután kikapott Happytől a Tour Championshipen, szabadlábra helyezik Manatee közbenjárására, aki helyet ajánl neki a Maxi Golf ligában. Elmondja neki, hogy minden játékos – köztük Jenkins is – átvágott iliolumbális szalaggal játszik, hogy növeljék az ütőtávolságukat, és arra kéri McGavint, legyen a liga kapitánya. McGavin azonban undorodik ettől, valamint attól, hogy Manatee extrém stílusa túlságosan eltér a hagyományos golftól, így megszökik. Később Virginia sírjánál találkozik Happyyal, ahol először összetűzésbe kerülnek, majd kibékülnek. Happy felkeresi Slim Petersont, Chubbs fiát, aki megbocsát neki Chubbs halála miatt. Slim, McGavin és más profik – Rory McIlroy, Bryson DeChambeau, Brooks Koepka és Scottie Scheffler – segítségével Happy felkészül a Maxi Golf elleni összecsapásra.
A meccs során Schefflert kizárják az első mérkőzés után, mivel megüti ellenfelét. Annak ellenére, hogy a pályát teljes mértékben a Maxi Golf játékosainak előnyére alakították ki – akik mind hosszú ütők – a hagyományos golfosok képesek 2–2-re kiegyenlíteni, különösen McGavin segítségével, aki az időközben megsérült Koepka helyére áll be. A döntő párharc Happy és Jenkins között zajlik. Happy-nek esélye van a győzelemhez szükséges puttra, ám Manatee manipulálja a green-t, lehetetlenné téve a pontos ütést. Manatee üzletet ajánl: ha Happy elhibázza az ütést, csatlakoznia kell a Maxi Golfhoz. Ha betalál, Manatee-nak be kell zárnia a ligát, vissza kell vásárolnia Happy házát, ki kell fizetnie Vienna párizsi balettiskoláját, valamint meg kell nyitnia egy olasz éttermet Oscar számára. Oscar segítségével Happy belövi az ütést, és megnyeri a versenyt.
A történtek után, miközben Happy a három hónapos józanságát ünnepli, kiderül, hogy Hal egy szélhámos, és letartóztatják. A Maxi Energiaitalt betiltják, miután nyilvánosságra kerül, hogy súlyos fogászati problémákat okoz, Manatee pedig tönkremegy. Happy kikíséri gyermekeit a repülőtérre, akik elindulnak Párizsba, ő pedig megígéri, hogy a British Open után követi őket. Miután a gép felszáll, Happy észreveszi, hogy az új autójában nincs akkumulátor, így gyalog indul útnak.

## Szereplők
| Szerep                 | Színész                | Magyar hang          | Leírás                                                                                                |
| ---------------------- | ---------------------- | -------------------- | --- |
| Happy Gilmore          | Adam Sandler           | Csőre Gábor          | Golfjátékos, aki visszatér a visszavonulásból.                                                        |
| Virginia Venit Gilmore | Julie Bowen            | Für Anikó            | Happy néhai felesége.                                                                                 |
| Shooter McGavin        | Christopher McDonald   | Csankó Zoltán        | Happy riválisa, aki idegösszeomlást kapott a veresége után.                                           |
| Frank Manatee          | Benny Safdie           | Dévai Balázs         | Maxi Energiaital vezérigazgatója, a Maxi Golf liga szponzora és alapítója.                            |
| Oscar Mejías           | Bad Bunny              | Fehér Tibor          | Happy új caddye.                                                                                      |
| John Daly              | John Daly              | Szabó Győző          | Remete, aki Happy garázsában él.                                                                      |
| Haloysius Lieberman    | Ben Stiller            | Csonka András        | Radikális alkoholkezelő program vezetője                                                              |
| Monica                 | Jackie Sandler         | Cserna Lulu          | Vienna tánctanára.                                                                                    |
| Charlotte              | Sadie Sandler          | Csuha Bori           | Hal L. támogató csoportjának tagja.                                                                   |
| Vienna Gilmore         | Sunny Sandler          | Koller Virág         | Happy legfiatalabb gyermeke és egyetlen lánya, Vienna, aki balerinának készül.                        |
| Gordie Gilmore         | Maxwell Jacob Friedman | Rohonyi Barnabás     | Happy legidősebb fia.                                                                                 |
| Wayne Gilmore          | Ethan Cutkosky         | Györgyi Márton       | Happy második fia.                                                                                    |
| Bobby Gilmore          | Philip Fine Schneider  | Kretz Boldizsár      | Happy harmadik fia.                                                                                   |
| Conor Sherry           | Terry Gilmore          | Berecz Kristóf Uwe   | Happy legfiatalabb fia.                                                                               |
| Doug Thompson          | Dennis Dugan           | Beregi Péter         | Profi golf túra vezetője.                                                                             |
| Gary Potter            | Kevin Nealon           | Gergely Róbert       | Sportkommentátor és volt golfozó.                                                                     |
| Billy Jenkins          | Haley Joel Osment      | Szalay Csongor       | Profi golfozó, akinek erőteljes lendítése hasonló Happy-éhez, és aki átigazol a Maxi Golf csapatához. |
| Slim Peterson          | Lavell Crawford        | Faragó András        | Happy elhunyt mentora, Chubbs fia, aki szintén műkézzel rendelkezik.                                  |
| Bryson DeChambeau      | Bryson DeChambeau      | Tóth Károly          | A hagyományos golf csapat tagjai a Maxi versenyen                                                     |
| Brooks Koepka          | Brooks Koepka          | Csík Csaba Krisztián | A hagyományos golf csapat tagjai a Maxi versenyen                                                     |
| Rory McIlroy           | Rory McIlroy           | Moser Károly         | A hagyományos golf csapat tagjai a Maxi versenyen                                                     |
| Scottie Scheffler      | Scottie Scheffler      | Bozsó Péter          | A hagyományos golf csapat tagjai a Maxi versenyen                                                     |
| Donald Jr.             | Eminem                 | Dányi Krisztián      | Az elhunyt bekiabáló, Donald Baynes fia                                                               |
| Pat                    | Steve Buscemi          | Végh Péter           | A Gilmore család szomszédja.                                                                          |
| Bessie                 | Kym Whitley            | Fekete Linda         | A támogatócsoport egyik tagja.                                                                        |
| Nate                   | John Farley            | Gyurity István       | |
| Steiner                | Eric André             | Lukács Dániel        | Fiatal golfozók triója, akikhez Happy csatlakozik.                                                    |
| Fitzy                  | Martin Herlihy         | Dér Zsolt            | Fiatal golfozók triója, akikhez Happy csatlakozik.                                                    |
| Sally                  | Margaret Qualley       | Dér Marus            | Fiatal golfozók triója, akikhez Happy csatlakozik.                                                    |
| Omar Gosh              | Austin Post            | Patkós Márton        | Lemezlovas.                                                                                           |
| FBI ügynök             | Scott Mescudi          | Formán Bálint        | FBI ügynök                                                                                            |
| Esteban                | Marcello Hernandez     | Kerek Dávid          | Oscar unokatestvére.                                                                                  |
| Ben Daggett            | Nick Swardson          | Nem szólal meg       | |
| Verne Lundquist        | Verne Lundquist        | Ujréti László        | Sportriporter.                                                                                        |
| Pat Daniels            | Dan Patrick            | Gyabronka József     | Sportriporter.                                                                                        |
| Ügyvéd                 | Robert Smigel          | Szerednyey Béla      | Egykori adóellenőr, aki most ügyvédként dolgozik                                                      |
| Jon Lovitz             | Jon Lovitz             | Berzsenyi Zoltán     | Elegáns férfi, akivel Happy egy gyakorlópályán találkozik                                             |
| triciklis cowboy       | Rob Schneider          | Háda János           | Happy képzeletében                                                                                    |
| Hajléktalan            | Blake Clark            | Bácskai János        | Strandon él.                                                                                          |
| Harley                 | Oliver Hudson          | Petridisz Hrisztosz  | Jenkins Maxi Golf csapattársai                                                                        |
| Screech                | Fernando Marrero       | Egressy G. Tamás     | Jenkins Maxi Golf csapattársai                                                                        |
| 8-as Gyolyó            | Reggie Bush            | Kádár-Szabó Bence    | Jenkins Maxi Golf csapattársai                                                                        |
| Flex                   | Rebecca Quin           | Bakonyi Alexa        | Jenkins Maxi Golf csapattársai                                                                        |
| Drago Larson           | Boban Marjanović       | Seder Gábor          | Mr. Larson fia.                                                                                       |
| Mrs. Larson            | Judy Sandler           | Koltai Judit         | Drago anyja.                                                                                          |
| Fred Couples           | Fred Couples           | Katona Zoltán        | Golfozók.                                                                                             |
| Collin Morikawa        | Collin Morikawa        | Lovas Dániel         | Golfozók.                                                                                             |
| Jack Nicklaus          | Jack Nicklaus          | Harsányi Gábor       | Golfozók.                                                                                             |
| Xander Schauffele      | Xander Schauffele      | Hám Bertalan         | Golfozók.                                                                                             |
| Jordan Spieth          | Jordan Spieth          | Formán Bálint        | Golfozók.                                                                                             |
| Justin Thomas          | Justin Thomas          | Szabó Andor          | Golfozók.                                                                                             |
| Lee Trevino            | Lee Trevino            | Karsai István        | Golfozók.                                                                                             |
| Bubba Watson           | Bubba Watson           | Csizmadia Gergely    | Golfozók.                                                                                             |
| Will Zalatoris         | Will Zalatoris         | Petrik Péter         | Golfozók.                                                                                             |
| Cam’ron                | Cam’ron                | Tárnok Csaba         | Rapper.                                                                                               |
| Ken Jennings           | Ken Jennings           | Gyurin Zsolt         | Műsorvezető.                                                                                          |
| Stephen A. Smith       | Stephen A. Smith       | Janicsek Péter       | Sportriporter.                                                                                        |

### Magyar változat
- Magyar szöveg: Tukora Katinka
- Hangmérnök: Cs. Németh Bálint
- Vágó: Sári-Szemerédi Gabriella
- Gyártásvezető: Gelencsér Adrienne
- Szinkronrendező: Nikas Dániel
- Produkciós vezető: Várkonyi Krisztina

A szinkront a Mafilm Audio Kft. készítette el.

## A film készítése
2022 szeptemberében Adam Sandler kijelentette, hogy reméli, egyszer elkészítheti a Happy, a flúgos golfos folytatását, hozzátéve, hogy már dolgozik is az ötleteken egy második filmhez, amelyben a főszereplő egy szenior golftúrán venne részt. 2024 márciusában Christopher McDonald felfedte, hogy valóban készül a folytatás, és Sandler meg is mutatta neki a forgatókönyv első változatát.
2024 májusában bejelentették, hogy a Netflix hivatalosan is zöld utat adott a filmnek, átvéve a jogokat az első film forgalmazójától, a Universal Picturestől. Kyle Newacheck lett a rendező, a forgatókönyvet Tim Herlihy és Adam Sandler közösen írják. 2024 júliusában Nick Swardson közölte, hogy szerepelni fog a filmben. Augusztusban Sandler elárulta, hogy Benny Safdie is szerepet kapott, míg az NFL-sztár Travis Kelce cameózni fog a filmben. Szeptemberben Christopher McDonald és Julie Bowen megerősítették, hogy visszatérnek korábbi szerepeikben, a szereplőgárdához pedig csatlakozott Bad Bunny, Margaret Qualley és Maxwell Jacob Friedman is. John Daly golfozó szintén megerősítette, hogy forgatott jeleneteket a filmhez.
A forgatás 2024. szeptember 9-én kezdődött New Jersey-ben, egybeesve Adam Sandler 58. születésnapjával. A szereplőválogatást egy morristowni szállodában tartották. A film több helyszínen is forgott New Jersey államban, köztük egy bedminsteri country clubban, egy garfieldi hamburgerezőben, egy hackettstowni golfközpontban, valamint egy maplewoodi körömszalonban. További helyszínek voltak egy tengerpart Middletownban, egy delikátbolt Millburnben, egy francia étterem Montclairben, egy kávézó Morristownban, egy állami iskola Newarkban, a Seton Hall Egyetem South Orange-ban, a Montclair Golf Club West Orange-ban, valamint a veronai városháza. Forgattak még egy fiú- és lányklubban Kearnyban, illetve egy Stop & Shop szupermarketben Cliftonban is. A teljes forgatás 2024. december 10-én zárult le